# Molly Nilsson
Molly Nilsson, född 14 december 1984 i Stockholm, är en svensk kompositör, sångerska, syntmusiker och ägare till skivbolaget Dark Skies Association. Sedan 2012 bor hon i Berlin.

## Biografi
Molly Nilsson föddes i Stockholm men flyttade i 19-årsåldern till Berlin för att studera konst och försörjde sig med arbete i garderoben på Berghain. Hennes rumskamrat hade en synt och det väckte hennes musikintresse.
Debutalbumet These Things Take Time kom 2008 i en första upplaga om 500 exemplar. Det gavs ut på hennes eget bolag Dark Skies Association, som hon grundade i samband med debuten.
Sedan debuten har hon givit ut nästan ett album om året och turnerat internationellt. Hennes musik beskrivs som 1980-tals influerad, minimalistisk syntpop eller Dark Wave. I Sverige ännu inte så välkänd men i Berlin kallas hon popikon.

## Diskografi
- 2008: These Things Take Time (Album, Dark Skies Association)
- 2009: Europa (Album, Dark Skies Association)
- 2010: Follow the Light (Album, Dark Skies Association)
- 2010: Silver (Kompilation, Dark Skies Association)
- 2011: History (Album, Dark Skies Association)
- 2013: The Travels (Album, Dark Skies Association)
- 2014: Ex (SIngel, Dark Skies Association)
- 2014: Sólo Paraíso – The Summer Songs EP (EP, Dark Skies Association)
- 2015: Zenith (Album, Dark Skies Association, Night School Records)
- 2017: Single (SIngel, Dark Skies Association, Night School Records)
- 2017: Imaginations (Album, Dark Skies Association, Night School Records)
- 2018: 2020 (Album, Dark Skies Association, Night School Records)